# Wassila Bourguiba
Pour les articles homonymes, voir Famille Bourguiba et Bourguiba.
Wassila Bourguiba (arabe : وسيلة بورقيبة), née Wassila Ben Ammar le 22 avril 1912 à Béja et morte le 22 juin 1999 à La Marsa, est la deuxième épouse du président tunisien Habib Bourguiba et la Première dame de ce pays de 1962 à 1986. Elle est alors connue sous le titre de Majda (الماجدة soit « Vénérable »).

## Biographie

### Famille, jeunesse et mariage
Son père, l'avocat Mhamed Ben Ammar, appartient à une branche relativement désargentée d'une vieille famille de la bourgeoisie tunisoise anciennement composée de hauts fonctionnaires et de grands propriétaires terriens. Sa mère, Fatma Dellagi, appartient également à la bourgeoisie de Tunis.
Elle est membre de l'Union musulmane des femmes de Tunisie (UMFT), fondée par Bchira Ben Mrad.
En 1930, elle accomplit à l'âge de 18 ans, en compagnie de son oncle, son premier voyage en France. De ce voyage, elle dira plus tard : « C’était un scandale qu’une jeune fille parte pour la France. Ma mère était malheureuse de cela. Je suis montée sur le bateau avec le voile. Au retour, un domestique m'a apporté le voile pour que je sorte voilée du bateau. Là, je ne l'ai pas remis. Je l'ai remis plus tard pour faire plaisir à ma mère, mais jamais par conviction ».
Elle rencontre Habib Bourguiba pour la première fois le 12 avril 1943 alors qu'elle est venue le féliciter de sa libération après cinq ans de détention ; « ce fut le coup de foudre », comme il l'écrit dans son autobiographie Ma vie, mon œuvre. Wassila avait déjà, à cette époque, une fille d'un petit propriétaire terrien.
Par le biais de sa relation naissante avec Habib, elle influe notamment sur l'abolition du régime beylical et favorise la proclamation d'une république. Par la suite, elle plaide fortement en faveur d'Ahmed Ben Salah, qui est nommé le 29 juillet 1957 comme secrétaire d'État à la Santé publique et aux Affaires sociales, poste équivalent à celui de ministre.
Habib Bourguiba l'épouse finalement le 12 avril 1962, un an après avoir divorcé de Moufida Bourguiba le 21 juillet 1961. Le fils de Bourguiba, Habib Bourguiba Jr., issu de l'union entre Habib et Moufida, aurait témoigné d'une certaine animosité vis-à-vis de sa belle-mère. Puisqu'elle est issue d'une famille de la bourgeoisie tunisoise traditionnelle, qui compte des hommes aussi influents que riches, certains ministres tunisois voient dans ce mariage la possibilité de détacher le président des ministres originaires du Sahel tunisien dont Ben Salah. En effet, son soutien pour ce dernier ne dure pas lorsque celui-ci commence à prendre du pouvoir.

### Première dame influente
Wassila Bourguiba devient peu à peu très influente dans les affaires du palais présidentiel de Carthage — elle se faisait appeler la « présidente » — même si son mari la tient en apparence à l'écart des affaires politiques. Pour l'ancien ministre Tahar Belkhodja, elle est celle « chez qui faisaient antichambre les Premiers ministres et tous les collaborateurs du président ».
Elle se montre momentanément solidaire du Premier ministre Hédi Nouira dans son opposition au projet d'union entre la Tunisie et la Libye en 1974, même si globalement les deux se vouent une hostilité réciproque selon Sadri Khiari.

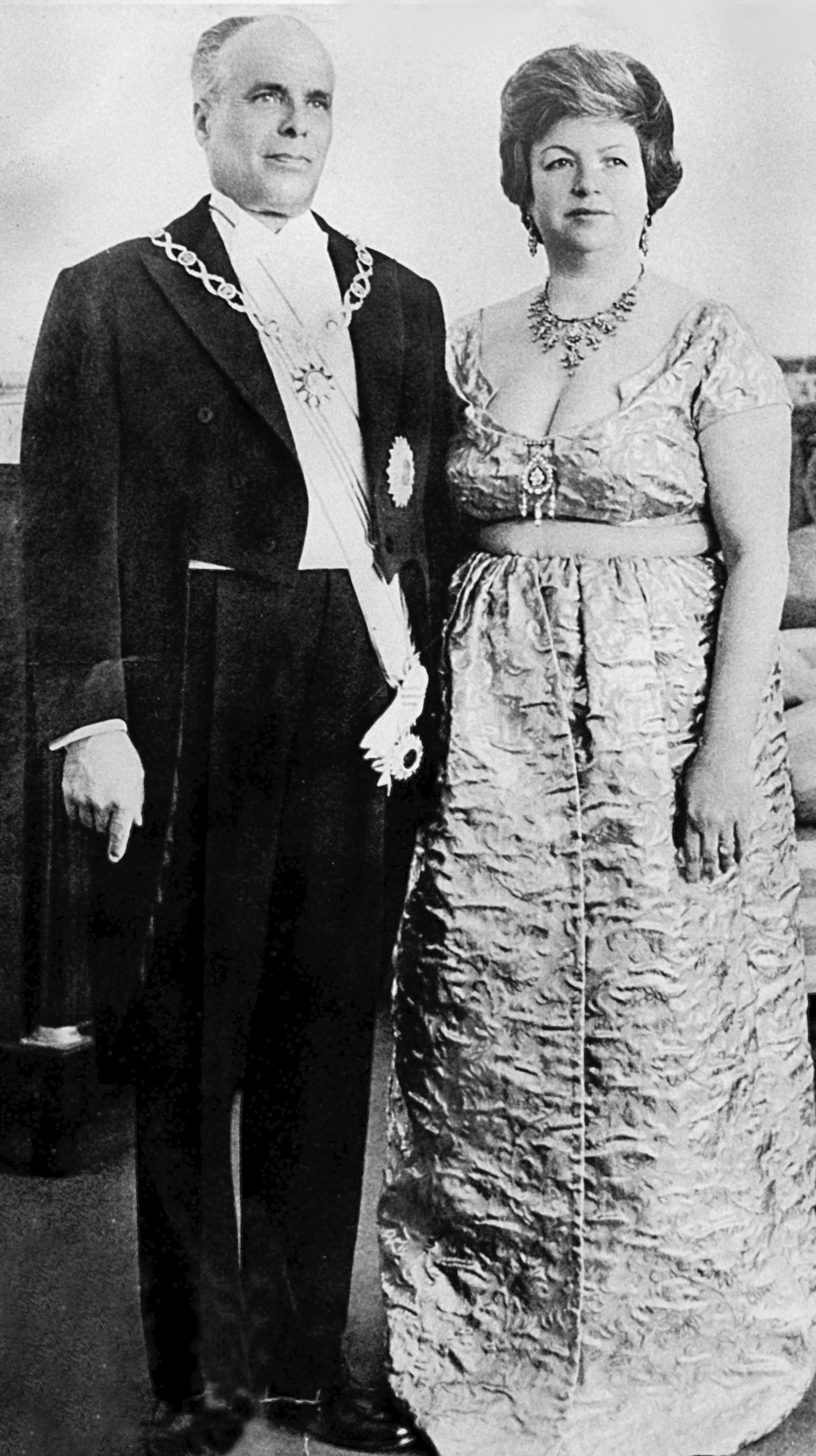
Habib et Wassila Bourguiba lors de leur mariage en 1962.

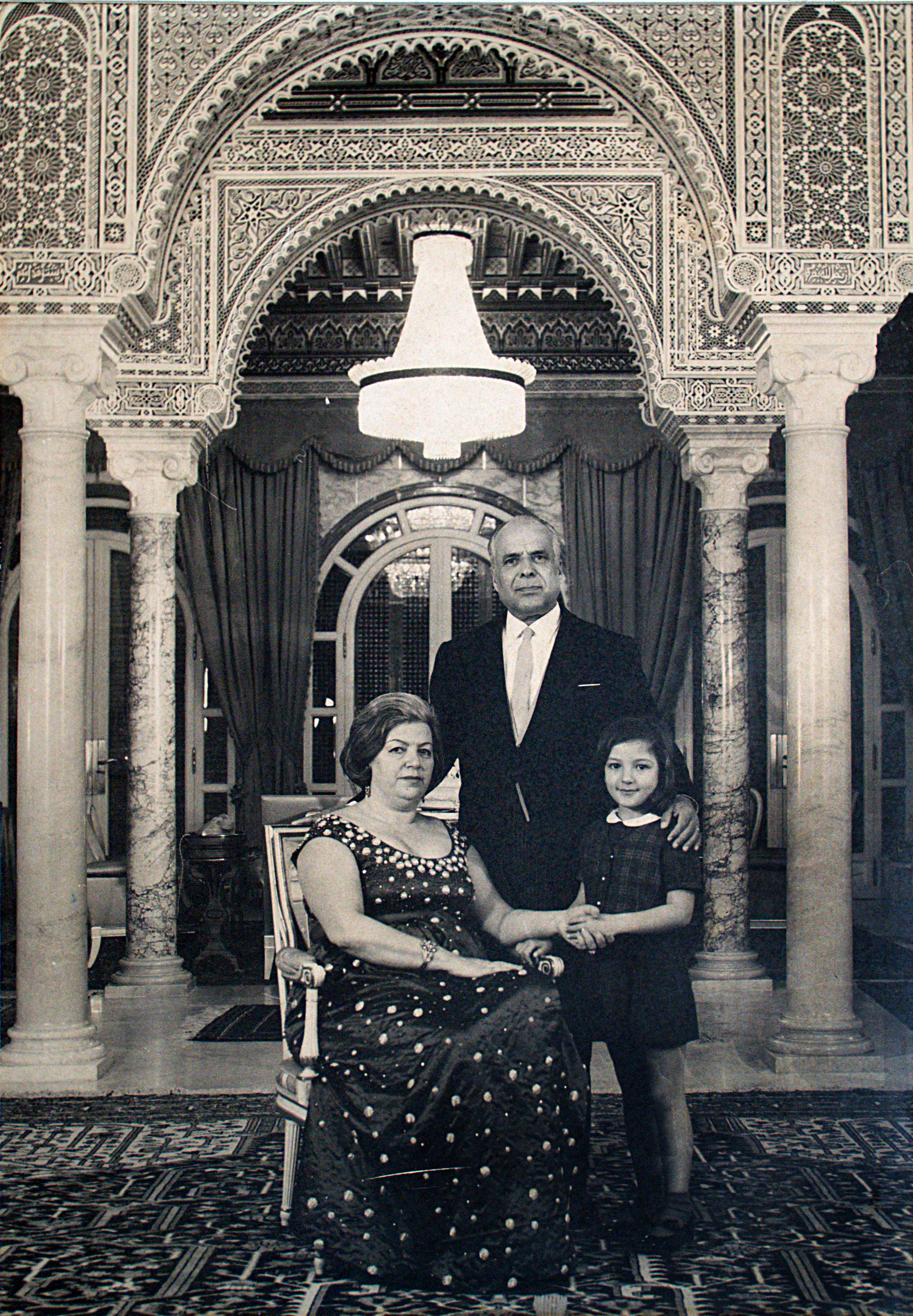
Photographie de 1966 montrant Wassila, Habib et leur fille adoptive Hajer au palais présidentiel de Carthage.

En 1980, au moment de l'attaque contre la ville de Gafsa par un commando nationaliste arabe, elle agit pour faire nommer Driss Guiga ministre de l'Intérieur et Mohamed Mzali Premier ministre, alors que Mohamed Sayah était plutôt pressenti. Elle fait aussi nommer quelques-uns de ses amis au sein du gouvernement. En vue des élections législatives du 1er novembre 1981, premières élections organisées avec la participation de plusieurs partis depuis l'indépendance, elle appuie l'opération de falsification des résultats pour nuire à la victoire de l'opposition, représentée en particulier par le Mouvement des démocrates socialistes d'Ahmed Mestiri. Elle est aussi le principal artisan de l'installation à Tunis du quartier général de l'Organisation de libération de la Palestine, et de son chef Yasser Arafat, après leur évacuation de Beyrouth en 1982. Le président, vieillissant et malade, lui remet de plus en plus de responsabilités dans les affaires de l'État. Wassila est alors omniprésente puisqu'elle est « branchée en permanence sur les conversations téléphoniques ». Elle a alors en tête de faire réviser la constitution de 1959 qui prévoit que le Premier ministre est le successeur légal du président. Elle contredit à cette occasion son propre mari lors d'une interview pour Jeune Afrique paru le 28 février 1982. Mais, en 1983, Mzali limoge Tahar Belkhodja, alors ministre de l'Information et ami de Wassila. Quelques mois plus tard éclatent les « émeutes du pain », qui se déroulent du 27 décembre 1983 au 6 janvier 1984 ; le ministre Guiga, qu'elle avait contribué à faire nommer, est démis de ses fonctions.
Habib Bourguiba annonce brusquement le divorce par un simple communiqué, le 11 août 1986, alors que son épouse se soigne depuis plusieurs mois aux États-Unis.

### Fin de vie

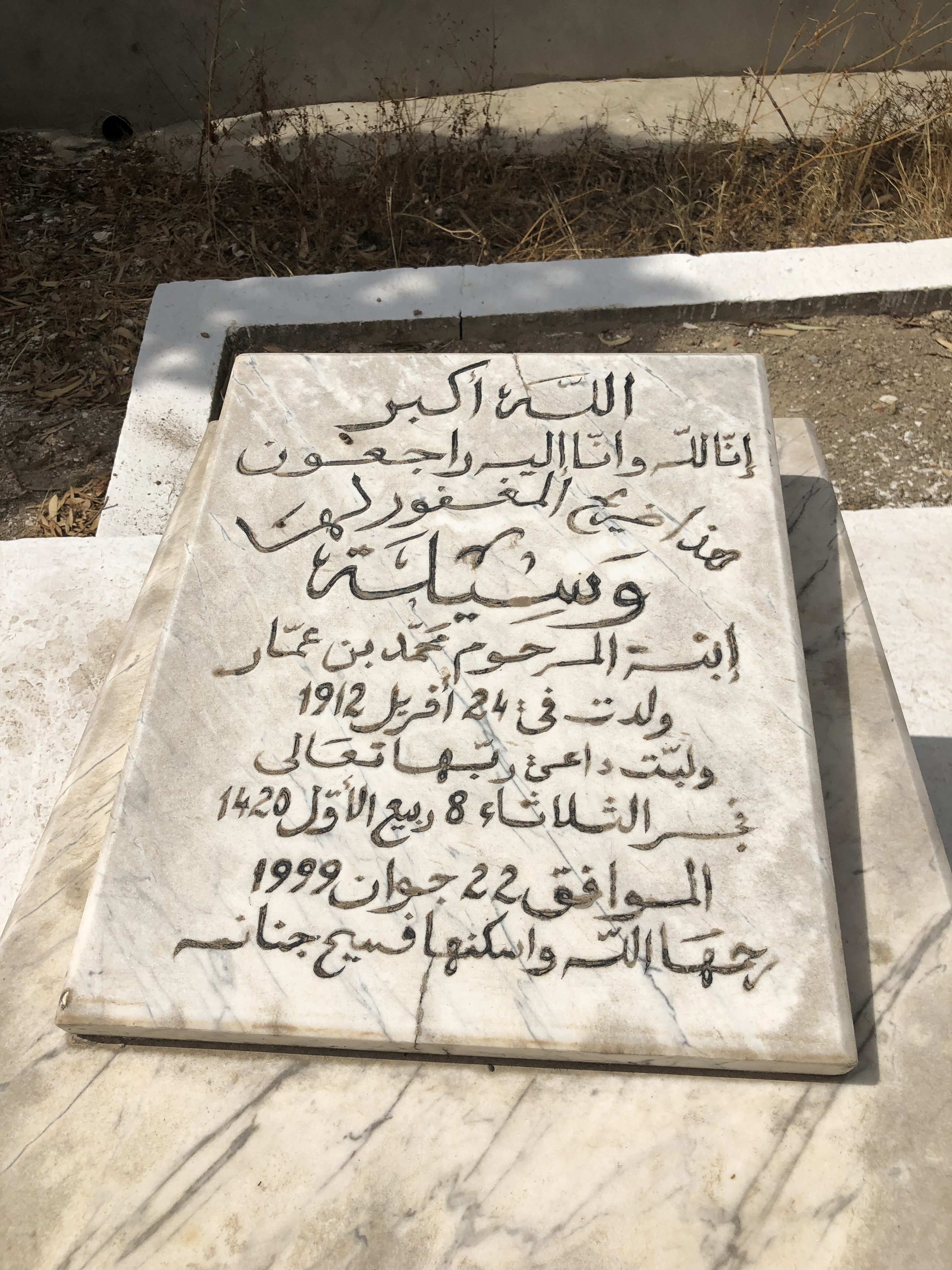
Tombe de Wassila Bourguiba au cimetière du Djellaz.

Wassila Bourguiba s'installe par la suite à Paris. Au lendemain de la destitution de son ancien mari le 7 novembre 1987, la presse tunisienne annonce qu'elle avait adressé au nouveau président Zine el-Abidine Ben Ali un message « exprimant sa confiance en la nouvelle direction politique » et « sa satisfaction pour les égards rendus à l'ancien président ». Après deux ans et demi d'absence, elle regagne définitivement la Tunisie en juillet 1988. Elle meurt le 22 juin 1999 et, contrairement à la première épouse du président, elle n'est pas inhumée dans le mausolée Bourguiba à Monastir.
Elle est notamment la tante de Tarak Ben Ammar ainsi que l'arrière-grand-mère de Yasmine Tordjman, l'ancienne épouse du ministre français Éric Besson.